# 35 Pegasi
35 Pegasi, som är stjärnans Flamsteed-beteckning, är en ensam stjärna belägen i den södra delen av stjärnbilden Pegasus. Den har en  skenbar magnitud på ca 4,80 och är svagt synlig för blotta ögat där ljusföroreningar ej förekommer. Baserat på parallax enligt Gaia Data Release 2 på ca 21,0 mas, beräknas den befinna sig på ett avstånd på ca 155 ljusår (ca 48 parsek) från solen. Den rör sig bort från solen med en heliocentrisk radialhastighet av ca 54 km/s. Stjärnan har en relativt stor egenrörelse och förflyttar sig över himlavalvet med en hastighet av 0,318 bågsekunder per år.

## Egenskaper
35 Pegasi är en orange till gul jättestjärna av spektralklass K0 III, som förbrukat förrådet av väte i dess kärna, ingår i röda klumpen och befinner sig på asymptotiska jättegrenen och utvecklas bort från huvudserien. Den genererar nu energi genom termonukleär fusion av helium i kärnan. Den har en massa som är ca 1,2 solmassor, en radie som är ca 8,5 solradier och utsänder ca 32 gånger mera energi än solen från dess fotosfär vid en effektiv temperatur på ca 4 700 K.
Stjärnan har två avlägsna visuella följeslagare, 35 Pegasi B, med en vinkelseparation av 80,5 bågsekunder och magnitud 10,0 och 35 Pegasi C med en separationen av 176,3 bågsekunder och magnitud 10,64.